# 英国汉文化协会
英伦汉风社（UK Han Culture Association），简称英伦汉风，是在英国面向全欧洲推广汉文化，在海外传播华夏文化，交流东西方理念的公益组织。成立于2008年。主要成员为旅英留学生和英国华人华裔。

## 活动内容
各种传统节日仪式（上元节、花朝节、上巳节、端午节、中秋节等）、文化讲座、排练舞蹈武术、文化展示、合唱、主题参观、纪念活动，和结合英国背景的汉文化宣传、短片、短剧、微电影等，为即将来到英国的朋友提供留学指导，行前指南，中英文化结合的微电影，和穿汉服介绍英国的著名高校风景名胜等。

## 组织目的
促进中英文化交流，重拾传统，复兴汉文化等

## 组织结构
协会设置有：会长、副会长、部长、理事长、理事、英国各地分部负责人、中国国内各地分部负责人等。部门设置有：理事会、汉舞兴趣小组、武术兴趣小组、国学研读兴趣小组、唱歌小组、簪笈制作小组、美食小组等。